# Ionut Dan Ion
Ionut Dan Ion est un boxeur roumain né le 9 août 1981 à Giurgiu-Județ de Giurgiu.

## Carrière de boxeur
Surnommé Jo Jo Dan, Ionut Dan Ion est le détenteur de deux titres chez les professionnels. Il est champion d'Amérique du Nord NABA et champion WBC Continental Americas des super-légers. Sa première ceinture, il l'a acquise le soir du 19 octobre 2007 (même soir où Lucian Bute est devenu champion du monde) à Montréal grâce à une victoire par KO au 12e et dernier round de son affrontement contre Paul Delgado.
Vainqueur également par KO de Raul Horacio Balbi le 19 avril 2008 à Bucarest, il assurait pour la deuxième fois de sa carrière la finale d'un évènement de boxe à Ploiești-Prahova le 19 décembre 2008 en remportant la ceinture WBC Continental Americas aux dépens de Miguel Casillas par KO au 11e round.
En revanche, le 5 juin 2010, il perd aux points par décision partagée son combat face au turc Selcuk Aydin. Ce combat, qui s'est déroulé en Turquie, a suscité la controverse par son résultat. Des observateurs comme les représentants de BoxingScene scored ayant ainsi vu une nette victoire de Ionut Dan Ion. S'ensuivent cinq victoires avant d'affronter le champion du monde IBF des poids welters, le britannique Kell Brook, le 28 mars 2015. Le combat s'avère à sens unique en défaveur du boxeur roumain qui renonce à  l'issue de la 4e reprise après avoir été compté 4 fois par l'arbitre.